# 米切尔 (澳大利亚首都特区)
米切尔（英语：Mitchell），是位于堪培拉下属甘加林城区南部的一个轻工业区。东接肯尼，北部为富兰克林和哈里森，南部为莱纳姆，西侧为卡林。该区得名于新南威尔士州内陆探险家兼新南威尔士州测量长托马斯·利文斯通·米切尔。其街道以澳大利亚实业家的名字命名。
在2016年人口普查中，米切尔没有人口记录。
堪培拉居民普遍认为，米切尔郊区有堪培拉展览公园和赛马场。但这些设施位于邻近的莱纳姆。
米切尔是唯二可以在堪培拉经营妓院的地区，另外一个是菲什威克。米切尔还拥有成人商店和一家脱衣舞俱乐部。

## 历史
2011年9月16日清晨，Dacre Street一家化工厂发生火灾，警方在该区周围设立了10公里的禁区。甘加林、贝尔康嫩和北堪培拉部分地区的居民被告知留在屋内。堪培拉展览公园当时正在举办活动，约有100人和50匹马因有毒烟雾被疏散。
该区拥有堪培拉第一个轻轨车辆段，其于2016年开始施工。该设施于2019年3月投入使用，包括维护设施和调度中心。尽管如此，米切尔的轻轨并未作为该项目一期建造，因为澳大利亚首都特区政府预计预计客运量较低。经过当地企业和社区的游说，澳大利亚首都特区政府后来支持Sandford Street站的建设，该车站于2021年9月向开放。

## 地质
米切尔下方的岩石来自志留纪。其建在堪培拉组的钙质页岩之上。从南部到克雷斯山的岩石为灰绿色到红色的英安岩。